# Charlot ai giardini pubblici
Charlot ai giardini pubblici (Getting Acquainted) è un cortometraggio del 1914 scritto, diretto, montato e interpretato da Charlie Chaplin. Prodotto dalla Keystone Pictures Studio, il film fu completato il 22 novembre 1914 e distribuito negli Stati Uniti dalla Mutual Film il 5 dicembre. Fu l'ultimo film in ordine di produzione a cui Chaplin lavorò per la Keystone, e il penultimo in ordine di uscita. In italiano è stato trasmesso in TV coi titoli Charlot ai giardini e Charlot e la moglie gelosa, mentre in inglese è noto anche come A Fair Exchange, Exchange Is No Robbery e Hello Everybody.

## Trama
Charlot e Ambrose si trovano al parco con le rispettive consorti, ma iniziano a flirtare l'uno con la moglie dell'altro. Entrambi si imbattono anche in un turco che protegge la propria fidanzata armato di pugnale, e vengono perseguitati da un poliziotto che crede che uno dei due sia il molestatore seriale che sta cercando. Le mogli finiscono per fraternizzare vista la sventura comune, ma decidono di salvare i mariti quando stanno per essere arrestati entrambi. Il poliziotto trova infine il molestatore, e le due coppie riprendono ognuna la propria strada.

## Distribuzione

### Data di uscita
Le date di uscita internazionali sono state:
- 2 dicembre 1914 negli Stati Uniti
- 13 dicembre 1916 in Spagna (Charlot tiene una mujer celosa)
- 12 aprile 1917 in Italia
- 8 luglio 1918 in Svezia (I parken)
- 27 maggio 1922 in Finlandia (Kuhertelua puistossa)